# Вилла Марчелло (Левада)
Вилла Маруцци, Марчелло — венецианская вилла, расположенная в Леваде, деревушке Пьомбино-Дезе ( провинция Падуя).

## История
Первое здание на этом месте представляло собой скромный охотничий домик, было построено в начале шестнадцатого века Андреа Марчелло, чья семья несколькими десятилетиями ранее стала владельцами земли в Леваде. К середине века сыновья Андреа построили центральную часть нынешней виллы; позже были добавлены характерные для венецианских вилл боковые баркессы - крылья в виде протяжённых крытых галерей на колоннах тосканского ордера (восходящих к деревенским навесам для содержания скота), предложенных основателем палладианства Андреа Палладио.  Он называл такие галереи «баркессами» (итал. barchessa — «лодочка»).
Примерно в середине семнадцатого века собственность перешла к семье Контарини, затем к семье Морозини. В 1725 году вилла  была продана маркизам Маруцци за 19 000 дукатов. Эти богатые венецианские купцы православного исповедания украсили виллу: ими были заказаны фрески и лепнина внутренних помещений.
Вилла была частью приданого, которое Александра Павловна Маруцци принесла при замужестве с русским графом Сергеем Павловичем Сумароковым. Кажется, последний потом проиграл его в карты; новый владелец, венгерский граф Хеликай, не был заинтересован в его сохранении и поэтому продал его графу Джироламо Марчелло (1847 г.), члену той же семьи Марчелло, которая построила комплекс несколькими столетиями ранее. Его потомки до сих пор проживают там.
В годы Первой мировой войны в здании размещались штабы различных итальянских подразделений и Верховного командования британских войск в Италии, а также резиденция короля Виктора Эммануила III во время Битвы солнцестояния в июне 1918 г..

## Здание
Комплекс окружен парком площадью восемь гектаров и разделен на основной корпус (усадебный дом и баркессы), молельню и различные пристройки. Кроме того, сзади простирается пруд с рыбой.
Основной корпус имеет С-образную форму, открытую к улице. Две баркессы пристроены к дому сбоку с помощью трех полноарочных галерей с каждой стороны. Пространство перед домом занимает итальянский сад с невысокими самшитовыми изгородями, статуями и  фонтаном в центре.
Главный дом возвышается на двух уровнях с мансардой и организован по семи осям. На первом этаже, возвышающемся  на цоколе, в центре имеется заархивированный входной портал с тремя архитравными окнами с каждой стороны, каждое из которых увенчано зеркалом; на концах имеются арки, соединенные с баркессами. Весь нижний уровень оштукатурен мраморным тесаным камнем и увенчан террасой со статуями на крыльях, а центр служит основанием для восьми ионических полуколонн, которые оформляют второй этаж и чердаки; первая, третья, шестая и восьмая спарены, разделяя таким образом переднюю часть на три стороны. Центральный корпус увенчан антаблементом, завершающимся треугольным фронтоном с окулюсом в центре, украшенным зубчатыми рамами и статуями наверху. Чердаки освещены небольшими прямоугольными окнами, а проемы на первом этаже архитравированы и украшены лепными рамами и треугольными фронтонами. Однако центральное французское окно заархивировано и увенчано каменным гербом.

### Интересные факты
В 1993 году режиссер Карло Вердоне снял на вилле Марчелло несколько сцен фильма «Давай потеряемся  (Perdiamoci di vista)». В кинематографическом произведении вилла расположена в Кастельфранко Венето.
В 2015 году вилла использовалась как место съемок фильма Пьетро Паролина «Леони».